# Андреевка (Пулинский район)
Андре́евка (укр. Андріївка) — село на Украине, основано в 1898 году, находится в Пулинском районе Житомирской области.
Население по переписи 2001 года составляет 440 человек. Почтовый индекс — 12022. Телефонный код — 131.

## История
В 1946 году указом ПВС УССР село Генриховка переименовано в Андреевку.

## Адрес местного совета
12022, Житомирская область, Червоноармейский р-н, с. Андреевка, ул. Ленина, 13